# Poręba (Orłowa)
Poręba (czes. Porubaⓘ, niem. Poremba) – część miasta Orłowej w kraju morawsko-śląskim, w powiecie Karwina w Czechach. Jest to także gmina katastralna o nazwie Poruba u Orlové (Poręba koło Orłowy) i powierzchni 562,59 ha, położona między Miastem a Lutynią. Druga pod względem liczby ludności część miasta, 5604 mieszkańców, a w 2010 odnotowano 1278 adresów.

## Historia
Pierwsza pisemna wzmianka pochodzi z 1447 roku, kiedy to weszła w skład wydzielonego działu księcia Bolka II. Wieś powstała prawdopodobnie w akcji kolonizacyjnej przeprowadzonej przez klasztor Benedyktynów w Orłowej. Politycznie znajdowała się w granicach utworzonego w 1290 roku Księstwa Cieszyńskiego, będącego od 1327 lennem Królestwa Czech.
W 1869 wieś liczyła 607 mieszkańców. Według austriackiego spisu ludności z 1910 roku Poręba miała 2753 mieszkańców, z czego 2720 było zameldowanych na stałe, 1617 (59,4%) było polsko-, 1058 (38,9%) czesko- a 45 (1,7%) niemieckojęzycznymi, 2477 (90%) było katolikami, 231 (8,4%) ewangelikami, 33 (1,2%) wyznawcami judaizmu a 12 (0,4%) było innej religii lub wyznania.
Po podziale Śląska Cieszyńskiego w 1920 miejscowość znalazła się w granicach Czechosłowacji, zaś po II wojnie światowej została przyłączona do Orłowej.

## Wójtowie
- Antoni Kiermaszek 1867-1869[10]
- Józef Kania 1869-?[11]
- Franciszek Halfar od 1879[12]